# Gunntro Catena
La Gunntro Catena è una struttura geologica della superficie di Callisto.